# Olympische Winterspiele 2006/Teilnehmer (Mongolei)
| Gelbes Symbol für Goldmedaillen mit stilisierten Olympischen Ringen | Graues Symbol für Silbermedaillen mit stilisierten Olympischen Ringen | Braundes Symbol für Bronzemedaillen mit stilisierten Olympischen Ringen |
| ------------------------------------------------------------------- | --------------------------------------------------------------------- | ----------------------------------------------------------------------- |
| —                                                                   | —                                                                     | —                                                                       |

Die Mongolei nahm an den Olympischen Winterspielen 2006 im italienischen Turin mit einer Delegation von zwei Athleten teil.

## Flaggenträger
Der Skilangläufer Chürelbaataryn Chasch-Erdene trug die Flagge der Mongolei während der Eröffnungsfeier, bei der Schlussfeier wurde sie von seiner Teamkameradin Erdene-Otschiryn Otschirsüren getragen.

## Teilnehmer nach Sportarten

### Skilanglauf
Männer
- Chürelbaataryn Chasch-Erdene
15 km klassisch: 85. Platz

Frauen
- Erdene-Otschiryn Otschirsüren
10 km klassisch: 68. Platz